# Plast (město)
Plast (rusky Пласт) je město v Čeljabinské oblasti v Ruské federaci. Při sčítání lidu v roce 2010 měl přes sedmnáct tisíc obyvatel.

## Poloha
Plast leží na východním okraji Jižního Uralu v horním povodí Uje. Od Čeljabinsku, správního střediska oblasti, je vzdálen přibližně 130 kilometrů jihozápadně. Bližší větší město je Južnouralsk přibližně čtyřicet kilometrů východně.

## Dějiny
V polovině 19. století zde byla vybudována zlatokopecká osada u nově objevené silné vrstvy zlatonosného písku pojmenované Velká sloj (Bolšoj plast).
Město Plast vzniklo 7. října 1940 sloučením osady Plast s mnoha dalšími hornickými osadami.